# Pearl River (Nova York)
Pearl River és una concentració de població designada pel cens dels Estats Units a l'estat de Nova York. Segons el cens del 2000 tenia 15.553 habitants.

## Demografia
Segons el cens del 2000, Pearl River tenia 15.553 habitants, 5.539 habitatges, i 4.209 famílies. La densitat de població era de 877,9 habitants per km².
Dels 5.539 habitatges en un 33,6% hi vivien nens de menys de 18 anys, en un 64,4% hi vivien parelles casades, en un 8,4% dones solteres, i en un 24% no eren unitats familiars. En el 20,7% dels habitatges hi vivien persones soles el 8,3% de les quals corresponia a persones de 65 anys o més que vivien soles. El nombre mitjà de persones vivint en cada habitatge era de 2,79 i el nombre mitjà de persones que vivien en cada família era de 3,26.
Per edats la població es repartia de la següent manera: un 25,3% tenia menys de 18 anys, un 6% entre 18 i 24, un 29,3% entre 25 i 44, un 24,7% de 45 a 60 i un 14,6% 65 anys o més.
L'edat mediana era de 39 anys. Per cada 100 dones de 18 o més anys hi havia 91,3 homes.
La renda mediana per habitatge era de 76.692 $ i la renda mediana per família de 91.618 $. Els homes tenien una renda mediana de 58.966 $ mentre que les dones 39.452 $. La renda per capita de la població era de 31.417 $. Entorn del 2,2% de les famílies i el 3,4% de la població estaven per davall del llindar de pobresa.